# ホップアップシステム
ホップアップシステム (Hop-Up System)とは、エアソフトガンのメカニズムのひとつ。
英語一般で「hop-up」は馬力を上げる、パフォーマンスを上げるという意味であるが、エアソフトガンの用語としては本稿で説明するものであり、本稿を含みエアソフトガンの能力を上げる一般的行為を示すわけではない。

## 概要
ホップアップシステムとは、BB弾を使用するエアソフトガンの有効射程を延ばすためのメカニズムである。BB弾にバックスピンをかけると、重力に逆らうような揚力が生まれ(マグヌス効果)、より遠くまで飛ぶ。これにより、威力(運動エネルギー)を上げずとも射程を伸ばすことができる。なお、運動エネルギーの一部が回転に使われるため、ホップアップシステムを搭載すると初速は若干低下する。
バックスピンが足りなければ射程は思うように延びず、過大であればBB弾は飛翔中に急激に浮き上がり、目標に命中させづらい弾道となる。また、BB弾にかけるべきバックスピンはその重量によって異なり、同じ重量でも銘柄によって直径や表面処理の違いからスピンのかかり方が変わってくる。そのため、回転のかかり具合を調節できる「可変ホップアップ」と、調節できない「固定ホップアップ」の2種類が存在する。可変ホップアップはBB弾の重量や銘柄等に柔軟に対応できる反面、射撃中の衝撃や、サバイバルゲームでの行軍中に障害物と接触した等の要因で設定が狂うことがあること、製造コストが上昇することなどから、両者は共存している。

## エアソフトガンのチャンバー構造
ホップアップシステムを理解するには、まずエアソフトガンのチャンバーについて理解する必要がある。チャンバーは実銃で言う薬室に相当する箇所である。BB弾は、マガジンからBB弾を引き出しガス（エア）を噴出する役割を持った給弾ノズルによってマガジンから引き出され、チャンバー内に押し込まれる。そして給弾ノズルからBB弾はチャンバーを離れ、銃身内で加速し、発射される。薬莢にBB弾をセットして使うカート式の場合、給弾ノズルは存在しない。薬莢がチャンバーの役割を果たし、薬莢後端から作動ガスが吹き込まれる。また、カートレス式リボルバーではマガジンとチャンバーが一体化したような構造となっており、やはり給弾ノズルは存在しない。
ホップアップシステムをもつ銃のチャンバーには、BB弾を保持するチャンバーパッキン(カート式では薬莢内に設置される)と、バックスピンを加えるためのホップパッキンという二種類のパッキンが組み込まれており、これらのレイアウトは数種存在する。構造によっては、どちらか片方のパッキンが無いものもある。

## 種類
ホップアップシステムは、その回転のかけ方によっていくつかの種類がある。登録商標、商品名の記述が無いものは俗称である。

### 突き上げ型
チャンバーパッキン内で保持されているBB弾をイモネジ等で下から押し上げ、パッキンの保持部分の上部の淵にぶつけてBB弾を回転させるもの。
SCW以前のウエスタンアームズ製品全般、タナカワークス製ブローバックガスガンに採用されている。
BB弾に直接ネジを当てているため、構造が単純で整備性に富む。5mから10mの近距離においてはノズル支持型に劣らない命中精度と集弾性を見せるが、中距離から長距離になると非常に悪くなる。
BB弾保持部分の異常な硬さによって初速とBB弾の回転に大きなバラつきが生じるためであり、BB弾をくわえさせたパッキンを茹で、保持部分の径を広げることである程度改善できる。

### つまづき型
チャンバーパッキンとホップパッキンが距離を置いて配置されているタイプ。ウエスタンアームズ製品のSCW Ver1、Ver2およびタナカワークスのペガサスリボルバー全般、マルゼンCA870、各社カート式リボルバーに採用されている。
形状の関係でチャンバーパッキンとホップパッキンの距離を離さなくてはならない場合や、チャンバーパッキン、ホップパッキンを別部品にして磨耗時の修理コストを軽減したい場合に用いられる。
一度加速したBB弾をホップパッキンにぶつけて回転を加えているため、初速のばらつきが非常に大きく、回転を一定にしづらい。さらに、チャンバーパッキンが硬いと、BB弾が加速する瞬間に不規則な回転がかかるため、命中精度は最も悪い。CA870のようにチャンバーパッキンが十分に柔らかければ、後者の解消ができるため、良好な命中精度を得られる。そこで、「チャンバーパッキンを煮る」というチューンナップが定番となっている。

### チャンバーパッキン一体型
ホップパッキンをチャンバーパッキンと一体にし、限りなく近づけたもの。KSC製品、SIIS製ブローバックガスガンに採用されている。
回転のかかり方はつまづき型よりも良いが、チャンバーパッキンの工作・成型精度によっては、BB弾が加速する瞬間に不規則な回転がかかって命中精度の悪化をもたらす。WAマグナブローバックやKSCエクセレントピストンユニット等の、BB弾に押し込まれてガス放出方向を決める弁を持つ強制閉鎖式とは相性が良く、ノズル支持型に劣らない高い命中精度が期待しやすい。

### ノズル支持型
チャンバーパッキンが存在せず、BB弾をホップパッキンと給弾ノズルで挟み込んで保持するタイプ。東京マルイ、マルゼン製品に採用されている。
回転を一定にしやすく命中精度を高水準にできるが、ホップを無効にすることができない上、BB弾の保持力が弱いため、強制閉鎖式との相性が悪い。ホップパッキンの形状を工夫し、如何に回転を安定させるかがチューンナップの肝となる。
ウエスタンアームズのSCW Ver3モデルなどの固定ホップアップシステム搭載機種及びM4A1シリーズの「ブルズアイバレル」はこちらを採用しているが、ブローバック機構の微調整によってマグナブローバックとの相性の悪さを解消している。

#### Oリングホップ
ノズル支持型のホップパッキンにOリングを採用しているタイプ。KTW製品、及び初期のサンプロジェクト製品に採用されている。
調整が難しいが、Oリングという汎用部品を採用していることから、DIY店でも予備部品が買えるため、整備性に優れている。

#### くらげ（商品名）
ファイアフライ製カスタムホップパッキン。ノズル支持型のホップパッキンに多数の足が生え、BB弾を保持する。ホップパッキンだけでBB弾を保持するため、後述する工作精度の影響を受けづらい。なお、同社の電動ガン用「電気くらげ」は、ホップパッキン形状を工夫した通常のノズル支持型である。

### LD-2システム（登録商標）
マルシン工業独自の構造。Long Distance = 長距離の略称。ノズル支持型に加え、銃身先端付近につまづき型の第2のホップパッキンを持ち、BB弾に回転をかけた際に発生する振動を抑える。同社の8mmBB弾に特化したものだが、6mmBB弾モデルに採用されている物もある。初速が高いほど効果が期待出来るが、初速が低めであると極端に悪くなる。定番のチューンナップとして、「LD-2キャンセル」と呼ばれる第2のパッキンの撤去やバレルそのものの交換という方法がある。現行モデルではパッキンを回すことでキャンセル出来る。

### LRB（登録商標）
シェリフ独自の構造。銃身内腔が偏っており、上側に偏らせた状態でBB弾がチャンバーパッキンから銃身に移動する際に、パッキンの上下の摩擦抵抗に差が生じバックスピンがかかる。また、銃身入り口部にスロープがあり、BB弾はスロープを上がった後に銃身内の上側に沿って回転し、下側をエアが抜ける事でバックスピンを安定させる効果があるとメーカーは説明している。ホップアップシステムを搭載しないモデルにホップアップを搭載する場合、突き上げ型やつまづき型を置き換える場合等に用いられる。

### ツイストバレル(商品名)
タニオコバ製のホップアップシステム。ノズル支持型のホップアップに、インナーバレルに八条のライフリングが切ってあり、縦回転で加速するBB弾に横回転を加えてジャイロ効果により更に飛距離と命中精度を伸ばそうというもの。しかし銃身内で複雑な回転をするのでその分ホップアップの調整が非常に難しく、発射前には念入りの調整が必要とされる。これらの条件を上手く満たせば、25m以上での長距離では非常に命中精度が高くなる。

### フラットホップ
ノズル支持型、及びつまずき型のホップパッキンを幅広にし、前後方向に伸ばしたオープンソースのホップアップシステム。KTW M70、タナカワークスS&W M327等に採用されている。発射時にホップパッキンとBB弾が接触している時間を長く取れるため、回転を一定にしやすく、つまずき型でも十分に命中精度を上げることができる。また、ホップパッキンの銃身内への突き出し量を小さく抑えることができるため、エネルギーロスを低減することができる。

## 欠点
ホップアップシステムを搭載したエアソフトガンには、高い工作精度が要求される。たとえば、ノズル支持型で給弾ノズルの長さが足りなかった場合、BB弾はノズルとホップパッキンの間で遊ぶこととなり、BB弾とホップパッキンの間が不規則に変動するつまづき型と化し、弾道は乱れる。また、銃身が軸方向に傾いて取り付けてあれば、弾道は傾いた方向に曲がってゆくこととなる。
射手の構えにも、精度は要求される。銃が傾いていれば、銃身が傾いているのと同じ状態となるためである。よって、素早くホルスターから抜いて撃つようなシチュエーションには向かない。
可変式ホップアップシステムにおいては、ホップアップを強くかけすぎた事による部品の破損、抜弾抵抗の増減によるブローバックタイミングへの影響、KSC製品に採用されるドラムクリック式構造ではホップパッキンの左右回転による弾道のズレなど、デリケートな面も多くある。
リキッドチャージ式ガスガン、特に一発あたりのガス消費量の大きいブローバックガスガンのような外的要因で初速が変化しやすい銃の場合、適正なバックスピンを常に得ることは困難である。そのため、KSCやウエスタンアームズのように「ホップアップの性能を100%引き出すことはできない」とマニュアルで明言しているメーカーも存在する。